# NGC 2636
NGC 2636 is een elliptisch sterrenstelsel in het sterrenbeeld Giraffe. Het hemelobject werd op 27 juli 1883 ontdekt door de Duitse astronoom Ernst Wilhelm Leberecht Tempel.

## Synoniemen
- UGC 4583
- ZWG 331.67
- ZWG 332.14
- Arp 82
- NPM1G +73.0043
- PGC 24747